# Підгірська сільська рада
| Підгірська сільська рада — орган місцевого самоврядування у Богородчанському районі Івано-Франківської області з адміністративним центром у с. Підгір'я. Сільська рада утворена в 1940 році. 7 червня 1946 року указом Президії Верховної Ради УРСР село Ляхівці Богородчанського району перейменовано на Бистриця і Ляховецьку сільську Раду — на Бистрицьку Водоймища на території, підпорядкованій даній раді: річка Бистриця Солотвинська . Сільській раді підпорядковані населені пункти: - с. Підгір'я - с. Діброва |

## Склад ради
Рада складається з 14 депутатів та голови.

### Керівний склад ради
| ПІБ                         | Основні відомості                                                         | Дата обрання | Дата звільнення |  |
| --------------------------- | ------------------------------------------------------------------------- | ------------ | --------------- |  |
| Олексин Михайло Миколайович | Сільський голова, 1961 року народження, освіта                            | 26.03.2006   | 31.10.2010      |  |
| Роспопа Роман Ярославович   | Сільський голова, 1962 року народження, освіта вища, член Партії регіонів | 31.10.2010   | 25.10.2015      |  |
| Міщук Наталія Михайлівна    | Сільський голова, 1982 року народження, освіта                            | 25.10.2015   |                 |  |

Примітка: таблиця складена за даними джерела